# Baby You Can't Drive My Car
«Baby You Can't Drive My Car» (укр. «Дитинко, ти не можеш вести мій автомобіль») — п'ята серія тридцятого сезону мультсеріалу «Сімпсони», прем'єра якої відбулась 4 листопада 2018 року у США на телеканалі «Fox».

## Сюжет
У «Красті Бургері» Гомер Сімпсон купує «курячі» нагетси і їсть їх, співаючи про страву. У під'їзді до Спрінґфілдської атомної станції один з нагетсів застрягає у горлі Гомера, через що його автомобіль Гомера виходить з-під контролю і перевернутою летить у повітрі. Авто врізається в кабінет містера Бернса. Зрештою, Бернс звільняє Гомера.
Вдома Мардж лає Гомера і наполягає, що йому потрібно знайти нову роботу. У той же час в етері з'являється новина про стартап-компанію «CarGo». Мер Квімбі рекламує роботу, яка принесе користь місту.
У «CarGo» Гомер проходить співбесіду, щоб бути «дуже пасивним людиною» для тест-драйву самокерованих автомобілів, які розробляє компанія. Засновники компанії бачать його поганий досвід водіння як перевагу, і, після проходження останнього випробування (сидіти годинами нічого не роблячи), Гомер отримує роботу. Після того, як його наймають, Гомер розуміє, що його робота дозволяє насолоджуватися різними видами діяльності, в той час як безпілотні автомобілі є повністю автономними.
Одного дня після роботи Мардж приїжджає в «CarGo», щоб відвезти чоловіка додому, Мардж вражає високотехнологічне містечко, і Гомер проводить їй екскурсію по ньому. Вони проходять через ігрову кімнату, яка ніколи не використовується, оскільки «програмісти весь час працюють». Мардж наполягає допомогти їм розслабитись. Пізніше, вони проводять турніру з футболу, який засновники розглядають як «руйнування парадигми», що сприяє творчості. Засновники хочуть, щоб «CarGo» був лідером у задоволенні працівників, тому підвищують Гомера, а також роблять його та Мардж партнерами, щоб допомогти іншим працівникам весело провести час, щоб ті забули, що у них є чи могли бути сім'ї.
У «CarGo» Гомер транслює відеозапис своєї діяльності для Ленні та Карла, що стає початком масового відтоку працівників з атомної станції, щоб працювати з кращим робочим середовищем. У відповідь Бернс і Смізерс під прикриттям відвідують «CarGo». Бернс вітає успіх компанії, яка робить робоче місце приємним, тому ніхто не хоче його залишати чи просити підвищення зарплату.
Тим часом Мардж і Гомер прямують додому в автомобілі «CarGo», але розуміють, що він їх підслуховує і приймає рішення про купівлю речей, про які вони випадково говорять. Вони повідомляють про проблему засновникам, але їм кажуть, що це — частина програми спонсорованих поїздок «CarGo», що продає дані користувачів корпораціям, і що ця інсайдерська інформація захищена угодою про нерозголошення…
Повернувшись додому, Гомер конфліктує з приводу неетичних маніпуляцій, але Мардж обожнює цю веселу роботу. Він іде в до таверни Мо, і здивований, що Бернс — теж там. Гомер, Бернс і Смізерс об'єднуються, щоб вимкнути автомобілі та знищити компанію. За допомогою своїх повноважень у «CarGo» вони вриваються до кімнати комп'ютерних серверів, де Смізерс працює над переналаштуванням глибокої нейромережі та відключенням паливних елементів автомобілів. Однак, Мардж протистоїть їм. Після того, як благає Гомера не знищувати веселощі, які вона переживає, вона йде повідомити про ситуацію засновникам, але помічає наступну фазу «CarGo» — «Проплачені життя», коли за допомогою брелка авто людей підслуховують всюди, куди йдуть ключі (навіть у ванній). Мардж вирішує, що компанія дійсно повинна бути закрита, і допомагає чоловікам знищити її не залишивши жодних відбитків.
Після того, як машини закриваються, мешканці Спрінґфілда звільняються, «CarGo» бакрутує. В результаті, Гомер просить Бернса розглянути можливість найняти його назад на станцію, і Бернс (за допомогою Мардж) забуває всі образи. Гомер і Мардж повертаються додому на своєму, «механічному», авто, яке тягне вантажівка.

## Ставлення критиків і глядачів
Під час прем'єри серію переглянули 5,08 млн осіб з рейтингом 1.9, що зробило її найпопулярнішим шоу на каналі «Fox» тієї ночі.
Денніс Перкінс з «The A.V. Club» дав серії оцінку B-, сказавши, що «мило бачити, як Мардж і Гомер танцюють витончений вальс у бальній залі віртуальної реальності, а виправдання Мардж, що „нам так весело!“ є досить несамовитим, коли ти думаєш про це. Однак, конфлікт просто не приземляється, і, коли Мардж, нарешті, вирішує допомогти Смізерсу, Бернсу та Гомеру в диверсії це занадто тонка мотивація».
Тоні Сокол з «Den of Geek» дав серії чотири з п'яти зірок, сказавши, що серія «можливо, є найближчою до класичних „Сімпсонів“, яку вже давно потребували…».
2019 року видання «Screen Rant» назвало серію найкращою у 30-му сезоні, однак найгіршою серед кращих серій тридцяти сезонів.
Згідно з голосуванням на сайті The NoHomers Club більшість фанатів оцінили серію на 4/5 із середньою оцінкою 3,52/5.